# ジョン・カーサー
ジョン・カーサー （John Kassir、1957年10月24日 - ） は、アメリカ合衆国の俳優・声優。メリーランド州ボルチモア出身。
俳優としての代表作は『ハリウッド・ナイトメア』シリーズのクリプトキーパー。

## 主な出演作品

### 映画
- ハリウッド・ナイトメアシリーズ（クリプトキーパー）
  - デーモン・ナイト
  - ボーデロ・オブ・ブラッド/血まみれの売春宿
  - デス・ヴィレッジ
- ジャックと天空の巨人（小さい方の頭のファロン将軍）

### テレビアニメ
- ベン10（ゾンボーゾ）

### アニメ映画
- スマーフ（クレイジースマーフ）

### ゲーム
- X-Men Legends II: Rise of Apocalypse - デッドプール
- MARVEL ULTIMATE ALLIANCE - デッドプール
- スカイランダース スパイロズ・アドベンチャー - リゾー/追加の音声
- スカイランダース・ジャイアンツ - リゾー/追加の音声
- アークナイツ - Friston-3(英語音声)